# Колумбія (гора)
Колумбія (англ. Mount Columbia) — друга по висоті вершина Канадських Скелястих гір (після гори Робсон) і найвища вершина провінції Альберта.

## Географія
Висота вершини 3747 м, відносна висота 2383 метра. Розташована на межіі Британської Колумбії і Альберти на південному заході Канади.
Гора Колумбія знаходиться в північно-східному кутку величезного льодового поля Колумбія площею 325 км², яке лежить на вододілі трьох океанів - Тихого, Північного Льодовитого і Атлантичного і яке вважається гідрографічної вершиною Північної Америки . Льодовикове поле Колумбія завтовшки до 365 метрів також називають "матір'ю річок", так як воно живить річкові системи Норт-Саскачевану, Колумбії, Атабаски, Фрейзера  . 
Перше сходження скоїв у 1902 рокові Джеймс Оутрам з допомогою Крістіана Кауфманна.

## Назва
В 1899 році Норман Коллана назвав гірську вершину на честь річки Колумбії, яка в свою чергу була названа у 1792 році капітаном Робертом Греєм на честь свого корабля "Columbia Rediviva". Цікаво, що в 1924 році гора отримала офіційну назву "Columbia Mountain", однак частіше використовували префікс "Mount", зарезервований для вершин, названих на честь людей. В 1956 році і офіційну назву поміняли на "Mount Columbia".